# Lubumbashi
Lubumbashi (korábbi francia nevén Élisabethville, holland nevén Elisabethstad) a Kongói Demokratikus Köztársaság második legnagyobb városa, az ország délkeleti részének központja. Lubumbashi az egykori Shaba tartomány, a jelenlegi Katanga tartomány, és 2009. február 18-tól az újonnan alakult Felső-Katanga tartomány fővárosa. A Zambiával határos tartomány a környék rézbányászatának köszönhetően virágzik. A lakosság lélekszámára vonatkozó becslések változóak, az átlagos népességszám 1,2 millió.

## Földrajza
Lubumbashi városa a tengerszint felett 1000 méter magasságban fekszik. A Kafue folyó a város közelében a zambiai határon ered, innen folyik tovább kanyargós medrében Zambia felé ahol a Zambézi folyóba torkollik.

## Éghajlat
| Hónap                                                | Jan. | Feb. | Már. | Ápr. | Máj. | Jún. | Júl. | Aug. | Szep. | Okt. | Nov. | Dec. | Év   |
| ---------------------------------------------------- | ---- | ---- | ---- | ---- | ---- | ---- | ---- | ---- | ----- | ---- | ---- | ---- | ---- |
| Átlagos max. hőmérséklet (°C)                        | 26,7 | 26,5 | 27,0 | 27,0 | 26,0 | 25,0 | 25,0 | 27,5 | 30,5  | 31,5 | 29,0 | 27,0 | 27,4 |
| Átlagos min. hőmérséklet (°C)                        | 17,0 | 16,0 | 16,0 | 15,0 | 11,5 | 8,5  | 8,0  | 10,0 | 14,0  | 16,0 | 17,0 | 17,0 | 13,8 |
| Átl. csapadékmennyiség (mm)                          | 253  | 257  | 202  | 60   | 4    | 0    | 0    | 0    | 4     | 37   | 163  | 257  | 1237 |
| Forrás: www.worldclimateguide.co.uk, wetterkontor.de |      |      |      |      |      |      |      |      |       |      |      |      |      |

## Története
A várost a belgák alapították 1910-ben, akkori neve Élisabethville (Elizabethville, vagy hollandul Elisabethstad) volt. A helyi rézbányászat fellendülésével együtt a város virágzásnak indult.
Az élisabethville-i bányászok 1941 decemberében sztrájkra léptek, mellyel a belgák által a lakosságra kényszerített háborús kényszermunka ellen tiltakoztak.
A belgák alapították 1954-55-ben az Élisabethville Egyetemet (jelenleg Lubumbashi Egyetem). Az 1957 decemberében tartott helyhatósági választásokon Élisabethville lakosainak többsége a Bakongói Nemzeti Szövetségre adta szavazatát, mely azonnali függetlenséget követelt a belgáktól.
Az 1960-1963 között folyó véres kongói polgárháború alatt Élisabethville volt a fővárosa és központja a szakadár, független Katanga államnak. Moise Tshombe 1960 júliusában kiáltotta ki Katanga függetlenségét. A kongói kormány 1961 áprilisában letartóztatta és árulással vádolta Tshombét, ő azonban ígéretet tett arra, hogy szabadulásáért cserébe külföldi tanácsadóit és zsoldosait hazaküldi és hadseregét elbocsátja. Szabadulása után Tshombe visszatért Élisabethville-be, de ígéreteit nem tartotta be és újból harcolni kezdett. Az Egyesült Nemzetek Szervezete által küldött csapatok szembeszálltak a katangai erőkkel és 1961 decemberében felhatalmazással átvették a város irányítását. A francia Roger Trinquier, aki jól ismert a lázadók elleni hadviselésről írt munkáiról, Tshombe elnök katonai tanácsadója volt, amíg a Belgium által vezetett nemzetközi nyomás hatására vissza nem hívták Franciaországba.
Végül Mobutu Sese Seko ragadta meg a hatalmat, a várost Lubumbashinak nevezte át Patrice Lumumba tiszteletére (akit egyébként ő maga szolgáltatott ki katangai ellenségeinek, akik ki is végezték), majd 1972-ben a tartománynak a Shaba tartomány nevet adta.
Az 1990-es években Kongó egy újabb népirtó polgárháborúba keveredett. A Kongó felszabadításáért küzdő szövetséges demokratikus erők lázadói 1997 áprilisában elfoglalták Lubumbashit. A lázadók vezetője, Laurent-Désiré Kabila 1997. május 17-én Lubumbashiban elmondott beszédében a Kongói Demokratikus Köztársaság elnökének nyilvánította magát, miután Mobutu Sese Seko elmenekült Kinshasából.
Amikor Laurent-Désiré Kabila 1999-ben úgy határozott, hogy ideiglenes kormányt nevez ki, egyidejűleg arról is döntött, hogy a parlament székhelye Lubumbashiban lesz, ezzel próbálta az ország törékeny egységét megszilárdítani. A parlament a korábbi szakadár Katanga tartomány Nemzetgyűlésének épületében kapott helyet. A Kongói Demokratikus Köztársaság törvényhozása ebben a városban volt 1999-2003-ig, abban az időszakban, amikor az ország központi intézményei rendre visszatelepültek Kinshasába.

## Kormányzat
2000-2006 között Floribert Kaseba Makunko volt Lubumbashi polgármestere; 2006-ban a Kongói Demokratikus Köztársaság nemzetgyűlésének tagjává választották.

## Gazdaság
A város fontos kereskedelmi és ipari központ. Legfontosabb termékei: textil, élelmiszer, italok, nyomdászat, és réz.
Lubumbashi az Ilebo, Kindu, Sakania és Kolwezi irányába futó vasútvonalak kereszteződésénél fekszik; a pénzhiány miatt azonban a vasút nem túl megbízható. Lubumbashinak saját repülőtere van, a Luano Nemzetközi Repülőtér. A város fontos elosztó központja a tartományban bányászott réznek, kobaltnak, cinknek, ónnak és szénnek.

## Kultúra
A város látnivalói közé tartozik a botanikus kert, az állatkert és a körzeti régészeti és néprajzi múzeum, a Lubumbashi Nemzeti Múzeum. A városnak egyeteme is van, a Lubumbashi Egyetem, melynek saját könyvtára van .